# Dimos Tyrnavos
Dimos Tyrnavos (Tyrnavos) är en kommun i Grekland.   Den ligger i prefekturen Nomós Larísis och regionen Thessalien, i den centrala delen av landet, 230 km nordväst om huvudstaden Aten. Antalet invånare är 25 864.